# Alexander Cowper Hutchison
Alexander Cowper Hutchison, né à Montréal le 2 avril 1838 et décédé à Montréal le 1er janvier 1922, fut l'un des architectes les plus productifs et les plus prestigieux du Montréal victorien. Il fut aussi maire de la ville de Westmount.

## Biographie

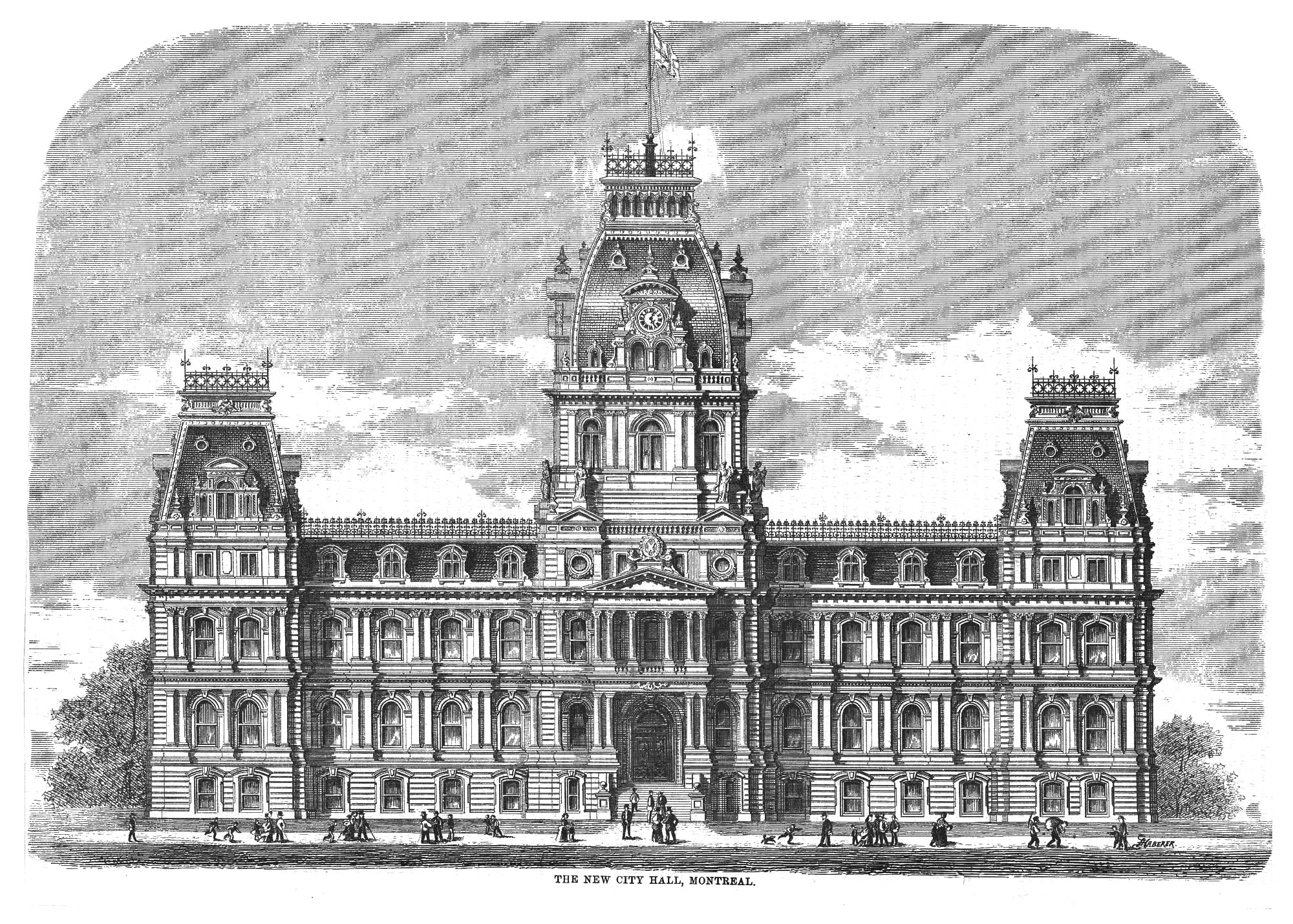
L'hôtel de ville de Montréal tel qu'initialement construit avant l’incendie de 1922.

Alexander Cowper Hutchison apprend le métier paternel de tailleur de pierres dès l'âge de 12 ans. Il s'inscrit plus tard au Mechanics' Institute de Montréal, maintenant la Bibliothèque Atwater. Il réalise plus tard quelques-uns des plus beaux travaux de pierre taillée lors de la construction de la Cathédrale Christ Church à Montréal.
En 1860, sa famille déménage à Ottawa, où son père travaille à la construction du Parlement canadien. Il obtient lui-même la charge des travaux de taille de pierre pour la dernière partie de l'édifice parlementaire. Il revient à Montréal où il enseigne l'architecture et le dessin technique au "Mechanical Institute". C'est en 1865 qu'il fonda sa propre agence (Hutchison and Steel) qui sera connue plus tard sous le nom de Hutchison and Wood. 
Il entreprend sa première grande réalisation d'architecte en 1870 en préparant les plans de l'hôtel de ville de Montréal, avec Henri-Maurice Perrault. De 1865 à 1890 il travaille aussi en collaboration avec l'architecte britannique A.D. Steel.
Outre ses réalisations architecturales, Hutchison a été membre fondateur et président de l'Ordre des architectes du Québec, membre fondateur de l'Académie royale des arts du Canada qu'il préside de 1885 à 1907 et responsable de la création de l'École d'architecture de l'Université McGill.
De 1885 à 1891, il est maire de la ville de Westmount.

## Architecte de Palais de glace

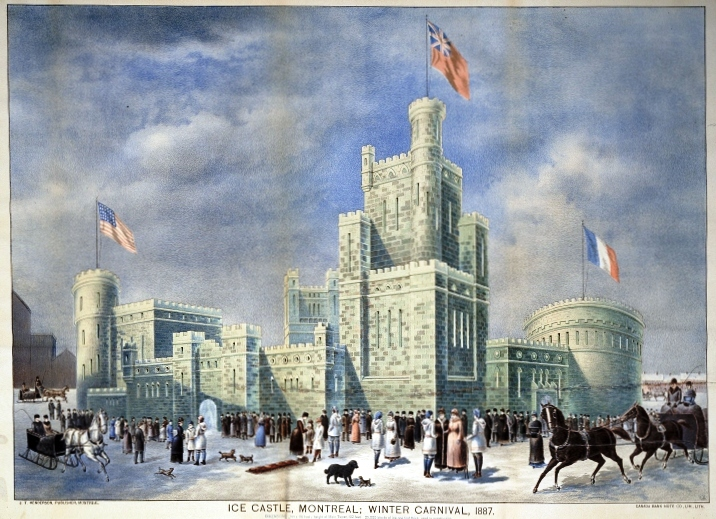
Le Palais de glace du Carnaval d'hiver de Montréal, conçu par Alexander Cowper Hutchison en 1887

La conception des palais de glace du Carnaval d'hiver de Montréal fut confiée à Hutchison en 1883. De plus petite taille que ceux qui lui succéderont, ce palais de glace servit aussi de prototype afin de vérifier la résistance de la glace en tant que matériau. L'expérience se révélant concluante, il assuma donc par la suite l'élaboration à Montréal des palais de 1884, 1885, 1887 et 1889.
De tous les palais, le fort de 1885 représente sa plus grande réalisation. Érigé au coût de 5 000 $, il nécessita près de 12 000 blocs de glace découpés à même la surface du fleuve Saint-Laurent et fut doté d'un éclairage électrique ornemental, muni de lampes à arc. En 1886, alors que Montréal annule son carnaval à cause d'une épidémie de petite vérole, la ville de Saint-Paul au Minnesota embauche Hutchison pour la conception de son premier palais de glace. Dès lors, il acquiert une réputation internationale à titre de concepteur de bâtiments de glace.

## Réalisations

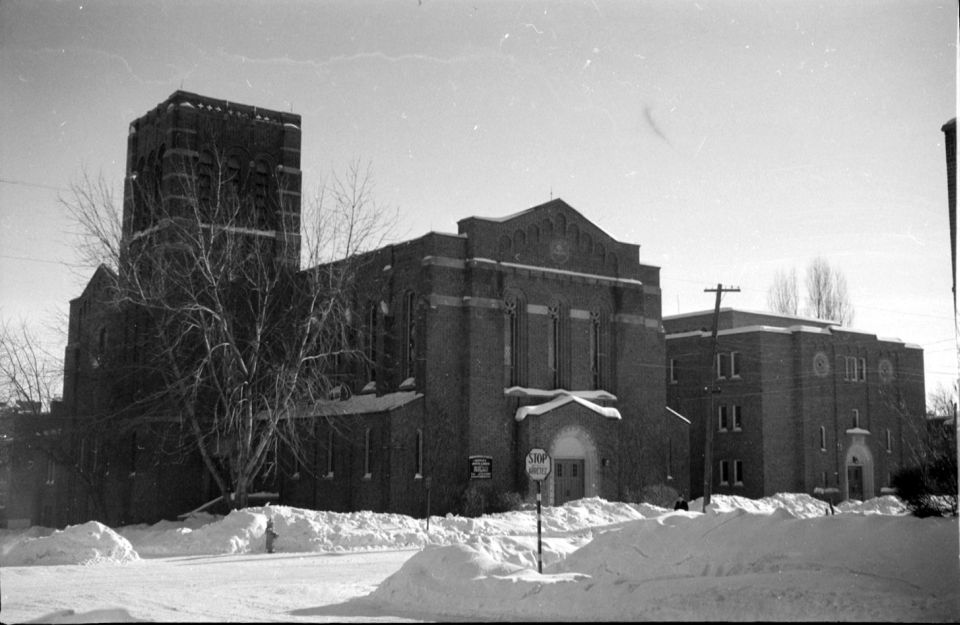
Wesley United Church en 1938.

- 1871 : Hôtel de ville de Montréal. En collaboration avec Henri-Maurice Perreault
- 1875 : Édifice des Commissaires du Havre de Montréal
- 1882 : Musée Redpath (Université McGill), Montréal.
- 1883, 1884, 1885, 1887 et 1889 : Architecte du Palais de glace du Carnaval d'hiver de Montréal
- 1886 - 1897 : Ensemble victorien de la rue Jeanne-Mance. En collaboration avec A.F. Dunlop et W. McLea Walbank.
- 1892 : Villa Ogilvie, LaSalle; pour le compte de William Watson Ogilvie, propriétaire des Meuneries Ogilvie.
- 1893 - 1894 : Maisons en rangée de l'avenue Summerhill, à Montréal.
- 1894 : Église Erskine and American United, Montréal.
- 1899 : L'édifice de La Presse, Montréal.
- 1910 : First Presbyterian Church of Montreal. En collaboration avec George W. Wood et Melville Miller.
- 1913 : Stanley Presbyterian Church, Westmount (maintenant Westmount Seventh-Day Adventist Church)[2]. En collaboration avec George W. Wood et Melville Miller.
- 1924 : Victoria Hall (Westmount) (en). En collaboration avec George W. Wood. Construction terminée après son décès.
- 1926 : Wesley United Church. En collaboration avec George W. Wood. Construction terminée après son décès.
- 1929 : Saint Giles United Church, Outremont. En collaboration avec George W. Wood. Construction terminée après son décès.

## Honneur
En 1990, à l'occasion du centième anniversaire de l'Ordre des architectes du Québec, la Ville de Montréal nomme plusieurs rues de Montréal en l'honneur des architectes qui ont fait leurs marques à Montréal. On retrouve donc une rue en l'honneur d'Alexander Cowper Hutchison mais aussi une pour Jean-Omer Marchand, Eugène Payette et Henri-Maurice Perrault. La rue Alexander C Hutchison est située dans l'arrondissement Rivière-des-Prairies–Pointe-aux-Trembles.

### Sources
- Jean Cournoyer. "La Mémoire du Québec, de 1534 à nos jours. Répertoire de noms propres". Stanké, Montréal, 2001.  (ISBN 2-7604-0672-5).
- Guy Pinard. "Montréal et son architecture" 6 volumes, publiés à l'occasion du 350e anniversaire de Montréal. Vol. 1 à 3, Éditions La Presse, 1987 - 1989; vol 4 à 6, Méridien, 1991 - 1995.
- "Historique du Manoir Ogilvie" (l'ancien club de golf) Étude historique et architecturale. Société historique de LaSalle, 1981. Étude historique par Marcel Beaudet, éditeur; étude architecturale par Maureen McIntyre.
- "Répertoire d'architecture traditionnelle sur le territoire de la Communauté urbaine de Montréal: les églises". CUM. Mars 1981